# NUTS України
NUTS-UA — статистична класифікація, яка призначена для використання органами державної статистики при здійсненні державної статистичної діяльності на ґрунті регламенту про номенклатуру територіальних одиниць для цілей статистики. Статистична класифікація територіальних одиниць України має на меті створення передумов для узгодження показників регіональної статистики України та Євростату з урахуванням Acquis communautaire у сфері статистики під час вступу до Європейського Союзу, викладених у Збірнику статистичних вимог, який є додатком до Угоди про асоціацію.

## Типи
Територія України поділена на вісім територіальних одиниць рівня NUTS-UA 1, 27 територіальних одиниць рівня NUTS-UA 2 та 138 територіальних одиниць рівня NUTS-UA 3. Дві територіальні одиниці рівня NUTS-UA2 класифіковані одночасно як територіальні одиниці рівня NUTS-UA3, а саме міста Київ і Севастополь. Поділ України за NUTS налічує три рівні:
| Рівні NUTS-кодів України | Рівні NUTS-кодів України              | Рівні NUTS-кодів України |
| Рівень                   | Структурні підрозділи                 | Кількість                |
| ------------------------ | ------------------------------------- | ------------------------ |
| NUTS 1                   | Макрорегіони (групи областей)         | 8                        |
| NUTS 2                   | Області, АР Крим, Київ та Севастополь | 27                       |
| NUTS 3                   | Райони                                | 138                      |

## Коди

NUTS 1: макрорегіони.

NUTS 2: регіони.

NUTS 3: райони.

Структура коду NUTS-UA має вигляд UAXYV, де UA – код України за системою дволітерних кодів держав, яка визначена у ДСТУ ISO 3166-1:2009 «Коди назв держав світу», X – номер NUTS-UA1, XY – номер NUTS-UA2, XYV – номер NUTS-UA3.
| Деталізація регіонів по NUTS-кодам України | Деталізація регіонів по NUTS-кодам України | Деталізація регіонів по NUTS-кодам України |
| NUTS 1 (макрорегіони)                      | NUTS 2 (регіони)                           | NUTS 3 (райони)                            |
| ------------------------------------------ | ------------------------------------------ | ------------------------------------------ |
| UA1 Макрорегіон 1                          | UA11 Полтавська область                    | UA111 Кременчуцький район                  |
| UA1 Макрорегіон 1                          | UA11 Полтавська область                    | UA112 Лубенський район                     |
|                                            | UA11 Полтавська область                    | UA113 Миргородський район                  |
| UA114 Полтавський район                    | UA11 Полтавська область                    |                                            |
| UA12 Сумська область                       | UA121 Конотопський район                   |                                            |
| UA12 Сумська область                       | UA122 Охтирський район                     |                                            |
| UA12 Сумська область                       | UA123 Роменський район                     |                                            |
| UA12 Сумська область                       | UA124 Сумський район                       |                                            |
| UA12 Сумська область                       | UA125 Шосткинський район                   |                                            |
| UA13 Харківська область                    | UA131 Богодухівський район                 |                                            |
| UA13 Харківська область                    | UA132 Ізюмський район                      |                                            |
| UA13 Харківська область                    | UA133 Берестинський район                  |                                            |
| UA13 Харківська область                    | UA134 Куп'янський район                    |                                            |
| UA13 Харківська область                    | UA135 Лозівський район                     |                                            |
| UA13 Харківська область                    | UA136 Харківський район                    |                                            |
| UA13 Харківська область                    | UA137 Чугуївський район                    |                                            |
| UA14 Чернігівська область                  | UA141 Корюківський район                   |                                            |
| UA14 Чернігівська область                  | UA142 Ніжинський район                     |                                            |
| UA14 Чернігівська область                  | UA143 Новгород-Сіверський район            |                                            |
| UA14 Чернігівська область                  | UA144 Прилуцький район                     |                                            |
| UA14 Чернігівська область                  | UA145 Чернігівський район                  |                                            |
| UA2 Макрорегіон 2                          | UA21 Донецька область                      | UA211 Бахмутський район                    |
| UA2 Макрорегіон 2                          | UA21 Донецька область                      | UA212 Волноваський район                   |
|                                            | UA21 Донецька область                      | UA213 Горлівський район                    |
| UA214 Донецький район                      | UA21 Донецька область                      |                                            |
| UA215 Кальміуський район                   | UA21 Донецька область                      |                                            |
| UA216 Краматорський район                  | UA21 Донецька область                      |                                            |
| UA217 Маріупольський район                 | UA21 Донецька область                      |                                            |
| UA218 Покровський район                    | UA21 Донецька область                      |                                            |
| UA22 Луганська область                     | UA221 Алчевський район                     |                                            |
| UA22 Луганська область                     | UA222 Довжанський район                    |                                            |
| UA22 Луганська область                     | UA223 Луганський район                     |                                            |
| UA22 Луганська область                     | UA224 Ровеньківський район                 |                                            |
| UA22 Луганська область                     | UA225 Сватівський район                    |                                            |
| UA22 Луганська область                     | UA226 Сіверськодонецький район             |                                            |
| UA22 Луганська область                     | UA227 Старобільський район                 |                                            |
| UA22 Луганська область                     | UA228 Щастинський район                    |                                            |
| UA3 Макрорегіон 3                          | UA31 Дніпропетровська область              | UA311 Дніпровський район                   |
| UA3 Макрорегіон 3                          | UA31 Дніпропетровська область              | UA312 Кам'янський район                    |
|                                            | UA31 Дніпропетровська область              | UA313 Криворізький район                   |
| UA314 Нікопольський район                  | UA31 Дніпропетровська область              |                                            |
| UA315 Самарівський район                   | UA31 Дніпропетровська область              |                                            |
| UA316 Павлоградський район                 | UA31 Дніпропетровська область              |                                            |
| UA317 Синельниківський район               | UA31 Дніпропетровська область              |                                            |
| UA32 Запорізька область                    | UA321 Бердянський район                    |                                            |
| UA32 Запорізька область                    | UA322 Василівський район                   |                                            |
| UA32 Запорізька область                    | UA323 Запорізький район                    |                                            |
| UA32 Запорізька область                    | UA324 Мелітопольський район                |                                            |
| UA32 Запорізька область                    | UA325 Пологівський район                   |                                            |
| UA33 Кіровоградська область                | UA331 Голованівський район                 |                                            |
| UA33 Кіровоградська область                | UA332 Кропивницький район                  |                                            |
| UA33 Кіровоградська область                | UA333 Новоукраїнський район                |                                            |
| UA33 Кіровоградська область                | UA334 Олександрійський район               |                                            |
| UA4 Макрорегіон 4                          | UA41 Миколаївська область                  | UA411 Баштанський район                    |
| UA4 Макрорегіон 4                          | UA41 Миколаївська область                  | UA412 Вознесенський район                  |
|                                            | UA41 Миколаївська область                  | UA413 Миколаївський район                  |
| UA414 Первомайський район                  | UA41 Миколаївська область                  |                                            |
| UA42 Одеська область                       | UA421 Березівський район                   |                                            |
| UA42 Одеська область                       | UA422 Білгород-Дністровський район         |                                            |
| UA42 Одеська область                       | UA423 Болградський район                   |                                            |
| UA42 Одеська область                       | UA424 Ізмаїльський район                   |                                            |
| UA42 Одеська область                       | UA425 Одеський район                       |                                            |
| UA42 Одеська область                       | UA426 Подільський район                    |                                            |
| UA42 Одеська область                       | UA427 Роздільнянський район                |                                            |
| UA43 Херсонська область                    | UA431 Бериславський район                  |                                            |
| UA43 Херсонська область                    | UA432 Генічеський район                    |                                            |
| UA43 Херсонська область                    | UA433 Каховський район                     |                                            |
| UA43 Херсонська область                    | UA434 Скадовський район                    |                                            |
| UA43 Херсонська область                    | UA435 Херсонський район                    |                                            |
| UA44 Автономна Республіка Крим             | UA441 Бахчисарайський район                |                                            |
| UA44 Автономна Республіка Крим             | UA442 Білогірський район                   |                                            |
| UA44 Автономна Республіка Крим             | UA443 Джанкойський район                   |                                            |
| UA44 Автономна Республіка Крим             | UA444 Євпаторійський район                 |                                            |
| UA44 Автономна Республіка Крим             | UA445 Керченський район                    |                                            |
| UA44 Автономна Республіка Крим             | UA446 Курманський район                    |                                            |
| UA44 Автономна Республіка Крим             | UA447 Перекопський район                   |                                            |
| UA44 Автономна Республіка Крим             | UA448 Сімферопольський район               |                                            |
| UA44 Автономна Республіка Крим             | UA449 Феодосійський район                  |                                            |
| UA44 Автономна Республіка Крим             | UA44А Ялтинський район                     |                                            |
| UA45 м. Севастополь                        | м. Севастополь                             |                                            |
| UA5 Макрорегіон 5                          | UA51 Вінницька область                     | UA511 Вінницький район                     |
| UA5 Макрорегіон 5                          | UA51 Вінницька область                     | UA512 Гайсинський район                    |
|                                            | UA51 Вінницька область                     | UA513 Жмеринський район                    |
| UA514 Могилів-Подільський район            | UA51 Вінницька область                     |                                            |
| UA515 Тульчинський район                   | UA51 Вінницька область                     |                                            |
| UA516 Хмільницький район                   | UA51 Вінницька область                     |                                            |
| UA52 Тернопільська область                 | UA521 Кременецький район                   |                                            |
| UA52 Тернопільська область                 | UA522 Тернопільський район                 |                                            |
| UA52 Тернопільська область                 | UA523 Чортківський район                   |                                            |
| UA53 Хмельницька область                   | UA531 Кам'янець-Подільський район          |                                            |
| UA53 Хмельницька область                   | UA532 Хмельницький район                   |                                            |
| UA53 Хмельницька область                   | UA533 Шепетівський район                   |                                            |
| UA6 Макрорегіон 6                          | UA61 Київська область                      | UA611 Білоцерківський район                |
| UA6 Макрорегіон 6                          | UA61 Київська область                      | UA612 Бориспільський район                 |
|                                            | UA61 Київська область                      | UA613 Броварський район                    |
| UA614 Бучанський район                     | UA61 Київська область                      |                                            |
| UA615 Вишгородський район                  | UA61 Київська область                      |                                            |
| UA616 Обухівський район                    | UA61 Київська область                      |                                            |
| UA617 Фастівський район                    | UA61 Київська область                      |                                            |
| UA62 Черкаська область                     | UA621 Звенигородський район                |                                            |
| UA62 Черкаська область                     | UA622 Золотоніський район                  |                                            |
| UA62 Черкаська область                     | UA623 Уманський район                      |                                            |
| UA62 Черкаська область                     | UA624 Черкаський район                     |                                            |
| UA63 м. Київ                               | м. Київ                                    |                                            |
| UA7 Макрорегіон 7                          | UA71 Закарпатська область                  | UA711 Берегівський район                   |
| UA7 Макрорегіон 7                          | UA71 Закарпатська область                  | UA712 Мукачівський район                   |
|                                            | UA71 Закарпатська область                  | UA713 Рахівський район                     |
| UA714 Тячівський район                     | UA71 Закарпатська область                  |                                            |
| UA715 Ужгородський район                   | UA71 Закарпатська область                  |                                            |
| UA716 Хустський район                      | UA71 Закарпатська область                  |                                            |
| UA72 Івано-Франківська область             | UA721 Верховинський район                  |                                            |
| UA72 Івано-Франківська область             | UA722 Івано-Франківський район             |                                            |
| UA72 Івано-Франківська область             | UA723 Калуський район                      |                                            |
| UA72 Івано-Франківська область             | UA724 Коломийський район                   |                                            |
| UA72 Івано-Франківська область             | UA725 Косівський район                     |                                            |
| UA72 Івано-Франківська область             | UA726 Надвірнянський район                 |                                            |
| UA73 Львівська область                     | UA731 Дрогобицький район                   |                                            |
| UA73 Львівська область                     | UA732 Золочівський район                   |                                            |
| UA73 Львівська область                     | UA733 Львівський район                     |                                            |
| UA73 Львівська область                     | UA734 Самбірський район                    |                                            |
| UA73 Львівська область                     | UA735 Стрийський район                     |                                            |
| UA73 Львівська область                     | UA736 Шептицький район                     |                                            |
| UA73 Львівська область                     | UA737 Яворівський район                    |                                            |
| UA74 Чернівецька область                   | UA741 Вижницький район                     |                                            |
| UA74 Чернівецька область                   | UA742 Дністровський район                  |                                            |
| UA74 Чернівецька область                   | UA743 Чернівецький район                   |                                            |
| UA8 Макрорегіон 8                          | UA81 Волинська область                     | UA811 Володимирський район                 |
| UA8 Макрорегіон 8                          | UA81 Волинська область                     | UA812 Камінь-Каширський район              |
|                                            | UA81 Волинська область                     | UA813 Ковельський район                    |
| UA814 Луцький район                        | UA81 Волинська область                     |                                            |
| UA82 Житомирська область                   | UA821 Бердичівський район                  |                                            |
| UA82 Житомирська область                   | UA822 Житомирський район                   |                                            |
| UA82 Житомирська область                   | UA823 Коростенський район                  |                                            |
| UA82 Житомирська область                   | UA824 Звягельський район                   |                                            |
| UA83 Рівненська область                    | UA831 Вараський район                      |                                            |
| UA83 Рівненська область                    | UA832 Дубенський район                     |                                            |
| UA83 Рівненська область                    | UA834 Рівненський район                    |                                            |
| UA83 Рівненська область                    | UA835 Сарненський район                    |                                            |